# Edwin H. Land Medal
Die Edwin H. Land Medal der Optical Society of America und der Society for Imaging Science and Technology wird seit 1993 für herausragende Leistungen in der optischen Technologie verliehen. Sie ist nach Edwin H. Land benannt.

## Preisträger
- 1993 Howard G. Rogers
- 1994 W. E. Humphrey
- 1995 Ichiro Endo, John Vaught
- 1996 Donald R. Scifres
- 1997 Efi Arazi
- 1998 Paul F. Forman, Sol F. Laufer, Carl A. Zanoni
- 1999 Robert H. Webb
- 2000 John E. Warnock
- 2001 George E. Smith, Willard Boyle
- 2002 Benzion Landa
- 2003 John McCann
- 2004 Steven K. Case
- 2005 Stephen A. Benton
- 2006 George H. Heilmeier
- 2007 Charles R. Munnerlyn
- 2008 nicht verliehen
- 2009 Duncan T. Moore
- 2010 Eli Peli
- 2011 Mary Lou Jepsen
- 2012 Yoichi Miyake
- 2013 Pablo Artal
- 2014 Mathias Fink
- 2015 Mordechai Rothschild, Joseph Mangano, David Shaver
- 2016 Jan Philip Allebach
- 2017 Alan Bovik
- 2018 Ann E. Elsner
- 2019 Nabeel Agha Riza
- 2020 Eric R. Fossum
- 2021 Joseph A. Izatt
- 2022 Shin-Tson Wu
- 2023 Susana Marcos
- 2024 Rama Chellappa
- 2025 Xi-Cheng Zhang